# Episodi di Homicide (quarta stagione)
La quarta stagione della serie televisiva Homicide, composta da 22 episodi, è stata trasmessa negli Stati Uniti sul canale NBC dal 20 ottobre 1995 al 17 maggio 1996.
| nº | Titolo originale    | Titolo italiano        | Prima TV USA     | Prima TV Italia |
| -- | ------------------- | ---------------------- | ---------------- | --------------- |
| 1  | Fire (Part 1)       | L'incendiario 1ª parte | 20 ottobre 1995  |                 |
| 2  | Fire (Part 2)       | L'incendiario 2ª parte | 27 ottobre 1995  |                 |
| 3  | Autofocus           |                        | 3 novembre 1995  |                 |
| 4  | Thrill of the Kill  |                        | 10 novembre 1995 |                 |
| 5  | Hate Crimes         | Teste rasate           | 17 novembre 1995 |                 |
| 6  | A Doll's Eyes       | Patrik                 | 1º dicembre 1995 |                 |
| 7  | Heartbeat           | Senso di colpa         | 8 dicembre 1995  |                 |
| 8  | Sniper (Part 1)     | Il cecchino 1ª parte   | 5 gennaio 1996   |                 |
| 9  | Sniper (Part 2)     | Il cecchino 2ª parte   | 12 gennaio 1996  |                 |
| 10 | The Hat             | Il cappello di Gertie  | 19 gennaio 1996  |                 |
| 11 | I've Got a Secret   | Un uomo inutile        | 2 febbraio 1996  |                 |
| 12 | For God and Country | Il reduce              | 9 febbraio 1996  |                 |
| 13 | Justice (Part 1)    | Giustizia 1ª parte     | 16 febbraio 1996 |                 |
| 14 | Justice (Part 2)    | Giustizia 2ª parte     | 23 febbraio 1996 |                 |
| 15 | Stakeout            | Sorveglianza           | 15 marzo 1996    |                 |
| 16 | Requiem for Adena   | Requiem per Adena      | 29 marzo 1996    |                 |
| 17 | Full Moon           | Luna piena             | 5 aprile 1996    |                 |
| 18 | Scene of the Crime  | Scena del delitto      | 12 aprile 1996   |                 |
| 19 | Map of the Heart    | Il testamento          | 26 aprile 1996   |                 |
| 20 | The Damage Done     | Guerra tra spacciatori | 3 maggio 1996    |                 |
| 21 | The Wedding         | Matrimonio a sorpresa  | 10 maggio 1996   |                 |
| 22 | Work Related        | Problemi personali     | 17 maggio 1996   |                 |

## Il reduce
- Titolo originale: For God and Country
- Diretto da: Ed Sherin
- Scritto da: Jorge Zamacona e Michael S. Chernuchin

### Trama
Mentre i detective di Baltimora e New York collegano un paio di attacchi con gas velenoso nelle due città avvenuti a cinque anni di distanza, la moglie del principale sospettato viene uccisa per impedirle di fornire ulteriori informazioni. Suo figlio però fa una soffiata alla polizia, portando all'arresto di un ex colonnello anarchico (J.K. Simmons) delle forze speciali che sta cercando di iniziare una guerra razziale.
- Nota. Questo episodio conclude un crossover con la serie TV Law & Order - I due volti della giustizia, che inizia nell'episodio A Baltimora e New York.